# Vincent Janssen

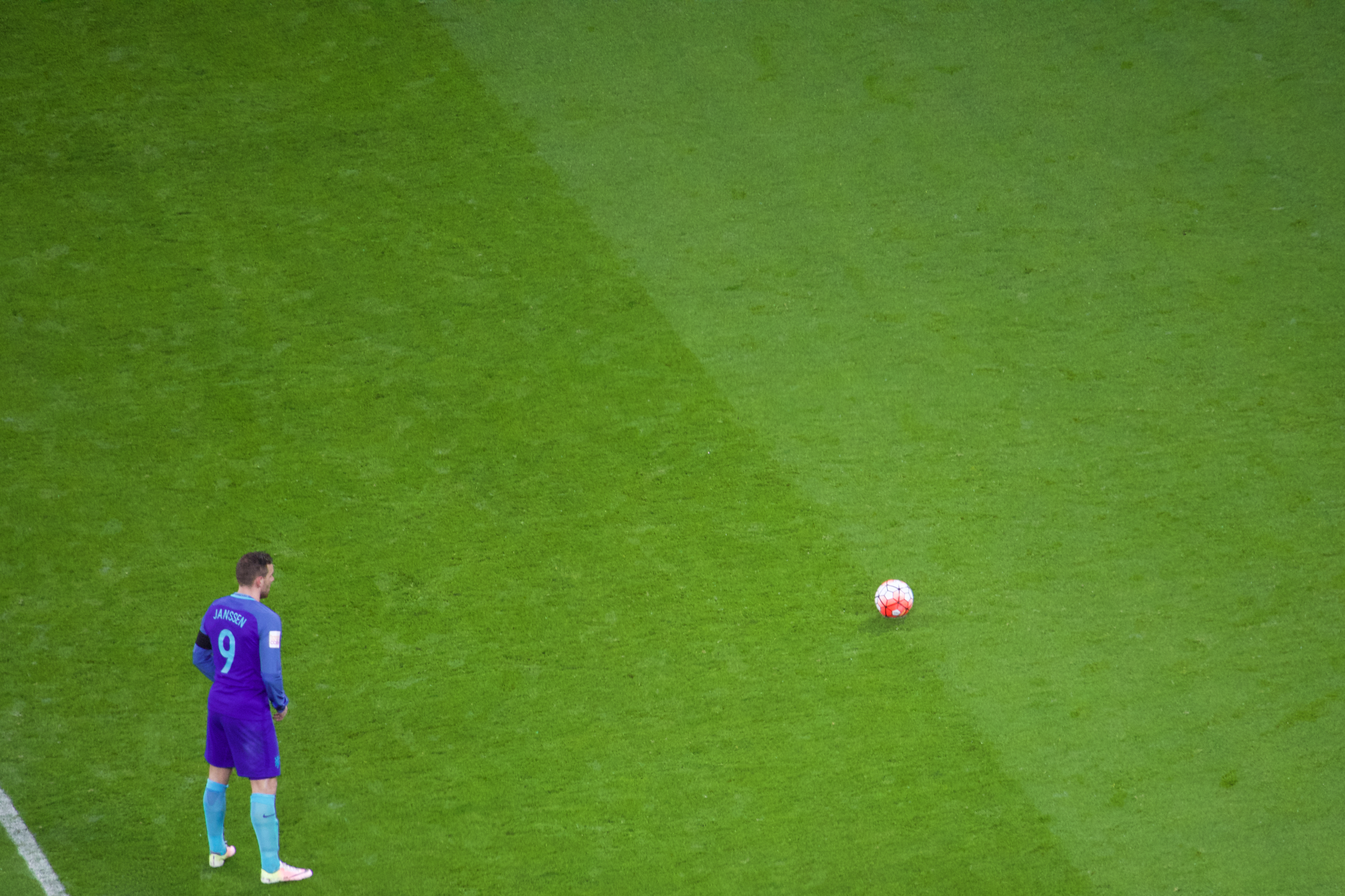
Janssen i en landskamp mot England i mars 2016.

Vincent Petrus Anna Sebastiaan Janssen, född 15 juni 1994, är en nederländsk fotbollsspelare (anfallare) som spelar för belgiska Royal Antwerp.
Janssens spelstil har lett till jämförelser med Ruud van Nistelrooy.

## Klubblagskarriär
Janssen spelade i NEC och Feyenoords ungdomslag och vann det nederländska U19-mästerskapet med Feyenoord 2013.
Efter att ha släppts av Feyenoord gick han till Eerste Divisie-klubben Almere City 2013. Efter att ha gjort 10 mål under säsongen 2013-2014 nådde Janssen 19 mål säsongen därpå. Totalt gjorde han 32 mål på 74 framträdanden för Almere.

### AZ Alkmaar
Efter två säsonger med Almere flyttade han till Eredivisie-klubben AZ Alkmaar. I sin första Eredivisie-säsong stod målkolumnen på noll efter åtta matcher, men gjorde sedan 20 ligamål under andra halvan av säsongen vilket han blev första spelaren på 52 år att göra, och blev slutligen skyttekung i Eredivisie med totalt 27 mål. Detta gjorde honom även till den yngsta spelaren att göra fler än 25 mål i en Eredivisie-säsong sedan Ronaldo gjorde detsamma under säsongen 1994-1995. Efter säsongen blev Janssen utsedd till årets U21-spelare (Johan Cruijff Prijs).

### Tottenham Hotspur
Den 12 juli 2016 anslöt Janssen till Premier League-klubben Tottenham Hotspur genom ett fyraårigt kontrakt för 17 miljoner pund.

### Monterrey
Den 23 juli 2019 värvades Janssen av mexikanska Monterrey.

### Royal Antwerp
Den 18 juni 2022 värvades Janssen av belgiska Royal Antwerp, där han skrev på ett fyraårskontrakt.

## Landslagskarriär
Janssen kallades upp till Nederländernas landslag för första gången i mars 2016 för vänskapsmatcher mot Frankrike och England. Den 25 mars 2016 gjorde Janssen sin landslagsdebut i en 3–2-förlust mot Frankrike, där han ersatte Luuk de Jong i den 81:a matchminuten. Han spelade en nyckelroll i sin första match i startelvan, en 1-2-seger mot England den 29 mars 2016, då han gjorde sitt första landslagsmål och spelade fram till lagets andra mål.